# 霍華德 (堪薩斯州)
霍華德（英語：Howard）是一個位於美國堪薩斯州艾克縣的城市。同時該地也是艾克縣的縣治。

## 地方資料
霍華德的座標為37°28′07″N 96°15′47″W / 37.46861°N 96.26306°W，而該地的海拔高度為316米（即1037英尺）。根據2010年美國人口普查，該地共人口570人，而該地的面積約為1.80平方千米。